# Ливан на летних Олимпийских играх 2004
Ливан принимал участие в Летних Олимпийских играх 2004 года в Афинах (Греция) в четырнадцатый раз за свою историю, но не завоевал ни одной медали. Сборная страны состояла из 5 спортсменов (3 мужчины, 2 женщины), которые приняли участие в соревнованиях по лёгкой атлетике, стрельбе и плаванию.